# Strietwald

Lage von Strietwald in Aschaffenburg

Aschaffenburg-Strietwald, oder auch Strietwaldsiedlung genannt, ist ein Stadtteil der Stadt Aschaffenburg. Er hat 3.233 Einwohner (Stand: 31. Dezember 2021) und gehört zum Regierungsbezirk Unterfranken im Freistaat Bayern der Bundesrepublik Deutschland. Die Postleitzahl lautet 63741.

## Lage
Der Stadtteil liegt im nordwestlichen Stadtgebiet und grenzt entlang der Aschaff, der Habichtstraße, der Steinbacher Straße und des Grundweges an den Stadtteil Damm. Im Westen und Norden wird er durch die Gemeinden Mainaschaff, Kleinostheim, Johannesberg und Glattbach im Landkreis Aschaffenburg begrenzt. Nördlich der Wohnsiedlung durchschneidet die Autobahn A 3 den Stadtteil und trennt sie vom namensgebenden Waldgebiet Strietwald. Die Waldflächen des Stadtteils Strietwald haben in früheren Jahrhunderten weit überwiegend zu einer Waldmark gehört, die erst im 18. Jh. aufgeteilt worden ist. Heute besteht der Strietwald aus Gemarkungsflächen der ehemals selbständigen Landgemeinde Damm (Waldabteilungen Falkentanne, Batzenloos, Unterbach, Schüsterberg und Kellerei des Städtischen Walddistriktes XIV – Strietwald sowie des Städtischen Walddistriktes XV – Wolfskaute), aus den Flächen der Städtischen Strütt mit dem Molkenbrunnen und dem Striethäuschen (Waldabteilungen Pickenacker, Grabenschlag, Teschenhöhle, Pfaffengrund, Birkenschlag, Molkenbrunn und Jägerhäuschen des Städtischen Walddistriktes XIV – Strietwald) sowie aus dem vollständig nördlich des Steinbaches liegenden Staatlichen Stiftungswald mit dem Jahnfelsen.

## Geschichte
Dem Aschaffenburger Apotheker (Strauß-Apotheke) und Hobbyarchäologen sowie dem Mitglied des Stadtmagistrats Johann Baptist Broili gelang 1881 und 1885 bei Ausgrabungen an zwei Hügelgräbern im Aschaffenburger Strietwald in der Waldabteilung Molkenborn die Entdeckung mehrerer Funde aus schnurkeramischer und hallstattzeitlicher Epoche. Die Funde, unter anderem eine facettierte, geschliffene Streitaxt, ein Beil und ein kleiner Fischgrätbecher lassen auf frühlatènezeitliche Bestattungen, verbunden mit frühester Besiedelung schließen.
Nach der Baugenehmigung vom 29. März 1933 begann in der Gemarkung Damm der Bau der Strietwaldsiedlung. Ein Teil der Finanzierung, die Trägerschaft, Planung und Bauleitung sowie der Vergabe von Erbbaurechten erfolgte durch die Stadt Aschaffenburg. Der Bau der „vorstädtischen Kleinsiedlung“ wurde vom Deutschen Reich über die Deutsche Bau- und Bodenkreditbank AG Berlin mitfinanziert. Das Arbeitsamt unterstützte den Siedlungsbau mit der Pflichtarbeit von Wohlfahrterwerbslosen bei der Sand- und Kiesgewinnung. Die freiwillige Arbeitsdienstabteilung 285/I half bei der Verlegung der Wasserleitung. Die Wohnungen wurden zunächst in zweigeschossigen Reihenhäusern und in eingeschossigen, spitzgiebeligen Doppelhäusern mit langen Nutzgärten und der Möglichkeit der Kleintierhaltung erstellt. Bei diesem ersten Siedlungsabschnitt handelte es sich um eine typische Selbstversorgersiedlung, wie sie in der Zeit der nationalsozialistischen Diktatur fast vollständig in Eigenleistung und in wechselseitiger Nachbarschaftshilfe errichtet wurden. Zuvor wurden die ersten 40 ausgewählten Siedlungswilligen im  Leohaus im Stadtteil Damm über die Finanzierung, die Organisation, die Planung und den Bauablauf unterrichtet. Die Strietwaldsiedlung wurde  nach dem Gauleiter des damals gebildeten Gaues Mainfranken Dr. Otto Hellmuth-Siedlung benannt. Träger des Kindergartens war die NSV. Das Gebiet des Stadtteils Strietwald wurde an der Grenze zur Gemeinde Mainaschaff mehrmals geändert. Am 1. Januar 1962 kam das Gewerbegebiet zwischen dem Hasenhägweg und der Aschaff zum Stadtgebiet und damit zum Stadtteil Strietwald; am 1. Januar 2002 der Bereich um die Justizvollzugsanstalt Aschaffenburg. Im Gegenzug wurden überwiegend Waldflächen in das Gebiet der Gemeinde Mainaschaff umgemarkt.

## Gebäude und Einrichtungen

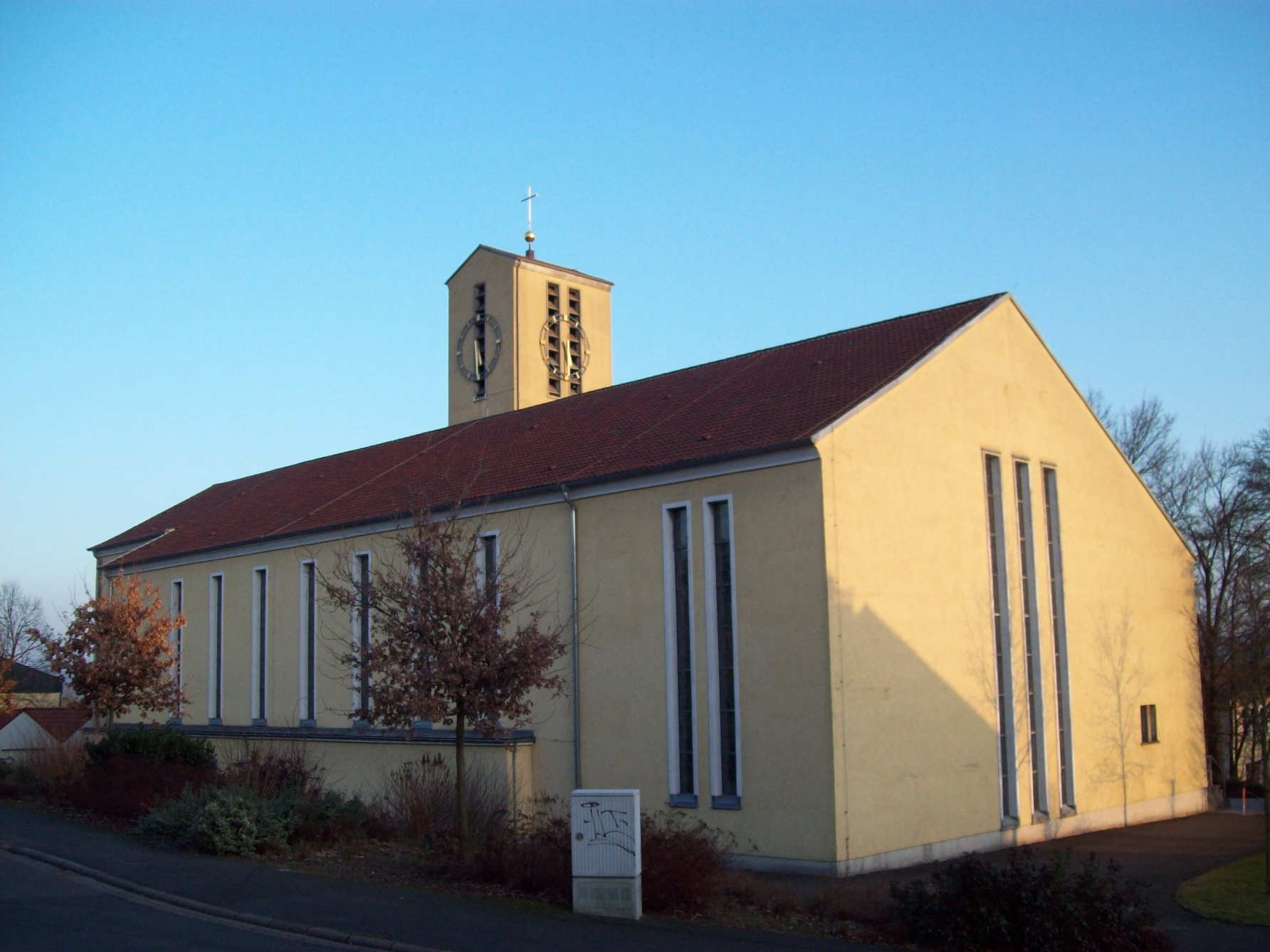
Konradkirche

Die mit der Errichtung der Justizvollzugsanstalt in den Jahren 1968 bis 1970 am nordwestlichen Rand des Stadtteils aufgekommenen Bedenken der Bevölkerung sind mittlerweile ausgeräumt. Seit 1991 ist eine Freigängerabteilung für Jugendliche angegliedert, die Kapazität beträgt insgesamt 145 Plätze für Männer und zwölf Plätze für Frauen.
In der Strietwaldsiedlung existieren eine Grundschule sowie ein Kindergarten. Der Pfarrer von Damm Anton Heckelmann und später Pfarrer Eduard Keller verhandelte bereits 1933 mit der Stadt Aschaffenburg wegen der Reservierung eines Bauplatzes für eine Kirche. Der Antrag auf Ausweisung eines Kirchenbauplatzes wurde jedoch von der Stadtverwaltung unter dem nationalsozialistischen Oberbürgermeister Wilhelm Wohlgemuth stets abschlägig beschieden. 1937/38 wurde an der Gänsruh von der Stadt Aschaffenburg eine NSV-Schwesternstation und ein Kindergarten errichtet, der nach dem Einmarsch der Amerikaner provisorisch auch als Kirche genutzt wurde. 18 Jahre nachdem Elise Maier am 20. Dezember 1935 der Kirchenstiftung St. Michael ihren Acker am Dämmer Mühlbuckel (Schönberg) geschenkt hatte, begann der Bau der St.-Konrad-Kirche, der 1953 fertiggestellt wurde.

## Sehenswertes
- Die Madonnen- und die Josefsplastik über den Seitenaltären der St.-Konrad-Kirche stammen von dem Künstler Alois Bergmann-Franken aus dem nahe gelegenen Glattbach.
- Der Kreuzweg aus Terrakotta wurde von August Weckbecker aus München gestaltet.

## Vereine und Veranstaltungen
Die Siedlergemeinschaft spielte im Stadtteil stets eine große Rolle, was sich auch in der Gründung mehrerer Vereine und über die Grenzen des Ortes bekannte Veranstaltungen und Feste ausdrückt:
- Gesellschaftsclub Concordia Strietwald 1949 e. V.
- Sportgemeinde Strietwald 1950 e. V. auch SG Strietwald
- Förderverein SG Strietwald 1950
- Schützengesellschaft Strietwald 1953 e. V.
- Siedlergemeinschaft Strietwald e. V.
- Kaninchenzüchterverein Fortschritt 08 H507 (gegründet 1908 im Stadtteil Damm)

Alljährlich wird am ersten Septemberwochenende im Stadtteil Strietwald die sogenannte Gickelskerb gefeiert mit mehrtägigen Veranstaltungen, Festzelt und anderen Attraktionen.

## Bekannte Strietwälder
- Winfried Bausback (* 1965), bayerischer Politiker (CSU).
- Eduard Ebert (1904–1977), Träger des Ehrenbriefs der Stadt Aschaffenburg (Verleihung 1974). Gründungsmitglied (1950) der Sportgemeinde Strietwald, von Anfang an im Vorstand übernahm er von 1957 bis 1958 und von 1967 bis 1975 das Amt des 1. Vorsitzenden.
- Karl Hemberger (1928–2018), Träger des Ehrenbriefs der Stadt Aschaffenburg (Verleihung 1984). Präsidiumsmitglied des Deutschen Sportbundes und Gründungsmitglied der SG Strietwald.
- Martin Hennig (1900–1968), Former, Kreisdienststellenleiter der DAF, Kreispropagandawalter, Stadtrat (NSDAP, SPD), Siedlerobmann. Ab 1968 wurde ihm zu Ehren die  Insektensiedlung Martin-Hennig-Siedlung genannt. Heute nennt man sie Bärensiedlung.
- Ferdinand Karpf (* 1930), Träger des Bundesverdienstkreuzes am Bande (Verleihung 1982) und des Bundesverdienstkreuzes 1. Klasse (Verleihung 2015). Arbeitsrichter, Gesamtbetriebsratsvorsitzender und Aufsichtsrat der PWA ehem. Aschaffenburger Zellstoffwerk.
- Anton Taupp (1926–2016), Träger der Verdienstmedaille des Verdienstordens der Bundesrepublik Deutschland und des Ehrenbriefs der Stadt Aschaffenburg (Verleihung 1989). Gründungsmitglied der 1953 gegründeten „Versehrten-Sport-Gruppe Aschaffenburg“, heute „Behinderten- und Rehasportgemeinschaft 1953 Aschaffenburg“. Der  Sportler war von 1961 bis 1998 auch 1. Vorsitzender des Vereins, 1998 wurde er zum Ehrenvorsitzenden der BRSG ernannt.
- Dieter Braun (* 1939), Träger des Ehrenzeichens des Bayer. Ministerpräsidenten. Vorsitzender der Siedlergemeinschaft sowie Vorsitzender des Vereinsringes
- Reinhold Brandmüller (* 1954), Träger des Ehrenzeichens des Bayer. Ministerpräsidenten. Vorsitzender der Sportgemeinde Strietwald und Küchenchef „Gickelskerb“ im Vereinsring
- Friedel Diller (* 1949), Träger des Ehrenzeichens des Bayer. Ministerpräsidenten. Vorsitzender des Fördervereins der Sportgemeinde Strietwald sowie Vorsitzender des Vereinsringes

## Belege
1. ↑  Aschaffenburg in Zahlen – 2022 Statistiken zur Stadt. (PDF; 437 KB) Stadt Aschaffenburg, S. 2, abgerufen am 26. August 2024.
2. ↑  Aschaffenburger Zeitung vom 28. Oktober 1876, vorletzte Seite; Clemens Stoll, Ulrich Stoll: Quellen und Studien zur Geschichte der Pharmazie, Band 77, Seite 177, 178 und 379
3. ↑  Markus Marquart: Beiträge zur Vorgeschichte des Aschaffenburger Landes im Spiegel der Sammlungen des Aschaffenburger Stiftsmuseums. 2002 (Über die Ausgrabungen und Funde im Strietwald).
4. ↑  Justizvollzugsanstalt Aschaffenburg (Memento vom 27. September 2007 im Internet Archive), Kurzbeschreibung.
5. ↑  Chronik St. Konrad (Memento vom 9. Oktober 2007 im Internet Archive)

Koordinaten: 49° 59′ N, 9° 7′ O